# Герб Звёздного (Пермский край)
Герб Звёздного — официальный символ закрытого административно-территориального образования Звёздный Пермского края Российской Федерации.
Ныне действующий герб Звёздного утверждён Решением Думы ЗАТО Звёздный от 17 августа 2010 года № 59 и внесён в Государственный геральдический регистр Российской Федерации за № 6388.

## Геральдическое описание герба
Герб представляет собой четырёхугольный, с закруглёнными нижними углами, заострённый в оконечности лазоревый геральдический щит с восходящей звездой о восьми лучах, продольно разделенных серебром и золотом, из которых косвенные лучи короче, а нижний луч длиннее вдвое

## История

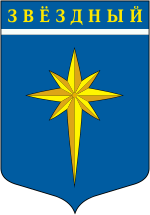
Герб Звёздного 1998 года

Первый официальный герб ЗАТО Звёздный был утверждён решением поселковой Думы ЗАТО Звёздный Пермской области от 26 мая 1998 года. Описание герба: "Герб ЗАТО п. Звёздный Пермской обл. представляет собой лазурный геральдический щит, на фоне которого помещёно изображение восьмиконечной звезды, представляющей собой совмещённое изображение двух четырёхконечных звёзд – большой и малой; лучи большой звезды направлены по вертикали и горизонтали геральдического щита; верхний, левый и правый лучи большой звезды по длине равны и упираются  в верхний, левый и правый края геральдического щита (соответственно); нижний луч большой звезды в два раза длиннее остальных её лучей и упирается в нижний край геральдического щита; лучи малой звезды направлены по диагоналям геральдического щита;  все лучи малой звезды по длине в два раза меньше, чем верхний, левый и правый лучи большой звезды; обе звезды (большая и малая) – с фаской, т.е. каждый их луч разделён пополам по продольной оси, левая половина каждого луча – золотая, а правая половина – серебряная; геральдический щит увенчан надписью – ЗВЕЗДНЫЙ (прописными золотыми буквами на лазурном поле); поле с надписью ЗВЁЗДНЫЙ отделено от поля геральдического щита серебряной полосой".